# JET TV
JET TV（英語：Japan Entertainment Television Pte. Ltd.）は、中華民国（台湾）台北市内湖区に本社があるケーブルテレビ放送局である。1996年11月にシンガポールのAsia Broadcast Centerで、住友商事やTBS、HTBが出資し、設立。1997年1月に放送開始。元々は日本専門チャンネルであり、日本のバラエティ番組やテレビドラマの放送が多くを占めていたが、2010年1月1日に日本専門チャンネルから総合チャンネルに変更、中国語名称をJET日本台からJET綜合台に変更した。

## 放送したバラエティ番組
- TBSテレビ『学校へ行こう!』（放送終了）
- 日本テレビ『欽ちゃんの仮装大賞』
- TBSテレビ『しあわせ家族計画』（放送終了）
- MBSテレビ『世界バリバリ★バリュー』（放送中止）
- テレビ東京『日経スペシャル ガイアの夜明け』（放送中止）
- TBSテレビ『筋肉番付シリーズ』
- TBSテレビ『風雲!たけし城』（放送終了）
- テレビ朝日『愛のエプロン』（放送中止）
- テレビ朝日『クイズプレゼンバラエティー Qさま!!』
- テレビ東京『愛の貧乏脱出大作戦』（放送終了）
- 日本テレビ『パン&ジェームズのおつかい大挑戦!』（放送終了）
- TBSテレビ『SASUKE』
- フジテレビ『海筋肉王 〜バイキング〜』
- 日本テレビ『ワールド☆レコーズ』（放送終了）
- 読売テレビ『嗚呼!花の料理人』（放送終了）
- 読売テレビ『芸恋リアル』（放送終了）
- フジテレビ『こたえてちょーだい!』（放送終了）
- テレビ朝日『川口浩探検隊シリーズ』（放送終了）、『藤岡弘、探検隊シリーズ』（放送終了）
- テレビ朝日『痛快!ビッグダディ』
- テレビ東京『出没!アド街ック天国』
- BS朝日『しあわせドキュメント 結婚までの1週間』
- テレビ朝日『もしものシミュレーションバラエティー お試しかっ!』
- TBSテレビ『スポーツマンNo.1決定戦』

## 放送したテレビドラマ
- zh:JET TV#日劇参照。